# 賈卡帕特·瓦塔納辛
賈卡帕特·瓦塔納辛（羅馬化：Jakkapat Wattanasin，2003年6月9日—），小名Jaokhun，為泰國男歌手，以歌曲〈"อย่าเพิ่งคิดไปไกล"〉（Yah Perng Kit Bpai Glai）而聞名。目前為唱片公司Jaymidi的旗下藝人，該公司由他的父親傑特林·瓦塔納辛所創立。

## 生平
Jaokhun於2003年6月9日出生於泰國曼谷，為歌手傑特林·瓦塔納辛（J）與凱瑪妮·瓦塔納辛（Pin）的二兒子。他在家中排行第二，哥哥為演員兼歌手的金傑特·瓦塔納辛（Jaonaay），弟弟為賈卡拉·瓦塔納辛（Jaosmut），還有一個同父異母的姊姊吉妲琳·娜·藍蓮（Jidarin Na Lamliang）。此外，Jaokhun為新教徒。高中畢業於英國索美塞特郡的米爾菲爾德學校，目前就讀於倫敦攝政大學。

## 音樂作品

### 個人
| 年份   | 歌名     | 歌名   | 發布日期       | 備註      |
| 年份   | 譯名     | 原文名 | 發布日期       | 備註      |
| 2019年 | 別想太多 |        | 2019年11月29日 | 不適用    |
| 2021年 | Maruen   |        | 2021年4月28日  | Ft. FIIXD |
| 2023年 | Talay    |        | 2023年4月3日   | 不適用    |

## 音樂錄影帶
註：以下資料不包括賈卡帕特·瓦塔納辛的歌曲MV。
| 年份   | 歌名   | 歌名   | 歌手                  | 發布日期      | 備註                                                         |
| 年份   | 譯名   | 原文名 | 歌手                  | 發布日期      | 備註                                                         |
| 2018年 | Closer |        | Twopee x Gym and Swim | 2018年11月1日 | 歌曲“Klai （Closer）”的MV出現在 Singha Drinking Water 廣告中 |

## 外部連結
- 賈卡帕特·瓦塔納辛的Instagram帳戶（泰文）